# Stadion Neufeld
Stadion Neufeld – wielofunkcyjny stadion w Bernie, w Szwajcarii. Został otwarty w 1924 roku. Pojemność stadionu wynosi 14 000 widzów, z czego 3000 miejsc jest siedzących. Swoje spotkania na obiekcie rozgrywa drużyna FC Bern, a także kobiecy zespół YB Frauen. Stadion był areną lekkoatletycznych Mistrzostw Europy w 1954 roku, a także jedną z aren piłkarskich Mistrzostw Europy U-19 kobiet w roku 2006 (rozegrano na nim dwa spotkania fazy grupowej, jeden półfinał oraz finał turnieju).